# Cyrtandra longipedunculata
Cyrtandra longipedunculata är en tvåhjärtbladig växtart som beskrevs av Karl Rechinger. Cyrtandra longipedunculata ingår i släktet Cyrtandra och familjen Gesneriaceae. Inga underarter finns listade i Catalogue of Life.